# Notholca foliacea
Notholca foliacea är en hjuldjursart som först beskrevs av Ehrenberg 1838.  Notholca foliacea ingår i släktet Notholca och familjen Brachionidae. Arten är reproducerande i Sverige. Inga underarter finns listade i Catalogue of Life.